# Pat Riggin
Patrick Michael Riggin (né le 26 mai 1959 à Kincardine en Ontario au Canada) est un joueur professionnel de hockey sur glace.

## Biographie
Il commence sa carrière en 1978 avec les Bulls de Birmingham de l'Association mondiale de hockey après avoir joué trois saisons avec les Knights de London de l'Association de hockey de l'Ontario, aujourd'hui Ligue de hockey de l'Ontario.
À la fin de la saison, il est choisi par les Flames d'Atlanta lors de la deuxième ronde repêchage entrée dans la Ligue nationale de hockey, le 33e joueur au total. Il joue en tant que professionnel jusqu'en 1988 en naviguant au sein de différentes franchises d'Amérique du Nord de la LNH mais également de la Ligue américaine de hockey et de la Ligue internationale de hockey.
Il est le fils du joueur de hockey de la LNH, Dennis Riggin.